# Grant Turner
Grant Turner (?, 7 de outubro de 1958 — ?, 27 de fevereiro de 2023) foi um ex-futebolista neozelandês, que atuava como meia-atacante.

## Carreira
Grant Turner fez parte do elenco da histórica Seleção Neozelandesa de Futebol da Copa do Mundo de 1982. 